# Sillago analis
 Sillago analis és una espècie de peix de la família Sillaginidae i de l'ordre dels perciformes.

## Morfologia
Els mascles poden assolir els 45 cm de longitud total.

## Distribució geogràfica
Es troba al nord d'Austràlia (des d'Austràlia Occidental fins a Queensland). També a les costes del sud de Nova Guinea.